# Обухівка (Кореневський район)
Обухівка (рос. Обуховка) — село в Кореневському районі Курської області Російської Федерації.
Населення становить 291 особу. Входить до складу муніципального утворення Любимовська сільрада.

## Історія
Населений пункт розташований на території українського етнічного та культурного краю Східна Слобожанщина.
Починаючи з 1699 року, гетьман Іван Мазепа скуповує у московських поміщиків прикордонні з Україною землі, та оселяє їх українськими селянами. За кілька років на цих землях виникло кільканадцять українських слобід, і серед них Амонь, Коренево, Крупець, Обухівка, Снагість, Студянка та інші. 
Від 2004 року входить до складу муніципального утворення Любимовська сільрада.

## Населення
| 2002 | 2010 |
| ---- | ---- |
| 392  | ↘291 |